# Peter Flegel
Peter Flegel (* 5. Januar 1940 in Hannover; † 15. Juni 2017) war ein deutscher Fußballspieler, der in der erstklassigen Oberliga Nord und der zweitklassigen Regionalliga Nord für Hannover 96 aktiv war.

## Laufbahn
Flegel begann 1950 als Schüler seine Fußballkarriere bei Hannover 96. Am 29. Juni 1960 wurde er mit der Amateurmannschaft von Hannover 96 deutscher Amateurmeister. Er stieg 1960 in das Oberligateam von Hannover auf und gehörte bis 1965 zum Kader der 1. Mannschaft. Am 30. November 1960 debütierte er in der Oberliga Nord beim 2:1-Sieg über Werder Bremen. Er kam bei insgesamt 49 Ligaspielen zum Einsatz. In der Bundesligasaison 1964/65 wurde er nicht mehr eingesetzt. Weiters wurde er einmal im DFB-Pokal und dreimal im Messestädte-Pokal aufgeboten. Nebenberuflich arbeitete er für den Bundesligakurier der „Roten“. 1965 wechselte er zum Itzehoer SV, wo er noch 102 Regionalligaspiele bestritt, in denen er fünf Tore schoss. Von 1970 bis 1972 spielte er für den OSV Hannover, mit dem er noch in die Regionalliga Nord aufstieg. Danach beendete er seine aktive Laufbahn.
Er war nach Beendigung seiner Laufbahn Trainer diverser Amateurvereine und Mitglied des Ehrenrates von Hannover 96.